# Zone résidentielle des migrants alternants de Bruxelles

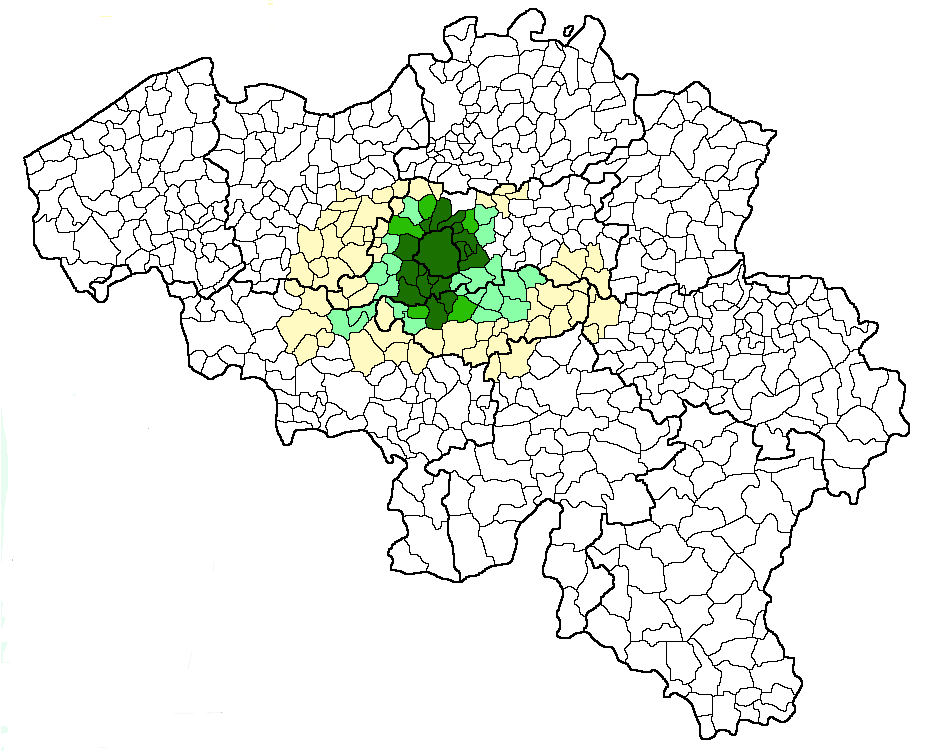
L'arrière-pays bruxellois.
Agglomération de Bruxelles : commune avec >50 % de la population vivant dans la zone résidentielle centrale.
Agglomération de Bruxelles : commune avec <50 % de la population vivant dans la zone résidentielle centrale.
Banlieue de Bruxelles
Zone résidentielle des migrants alternants de Bruxelles : flux de navetteurs importants vers la région urbaine (agglomération et banlieue)

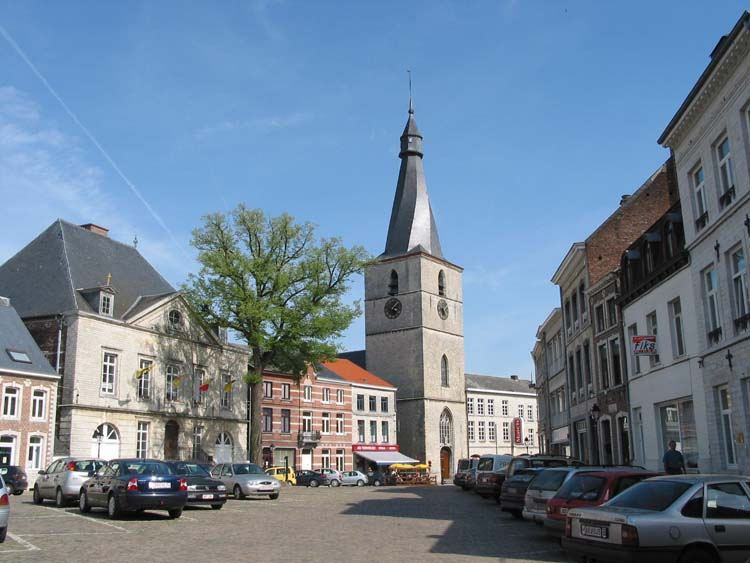
Jodoigne (à environ 40 km au sud-est du centre de Bruxelles) est une commune de la grande-banlieue

La zone résidentielle des migrants alternants de Bruxelles,,, la grande-Banlieue de Bruxelles, la zone urbaine fonctionnelle de Bruxelles ou la zone de navettage de Bruxelles (en néerlandais : Forenzenzone van Brussel) est un ensemble formé par des communes  qui bien qu'elles soient situées en dehors de la zone urbaine elle-même, dépendent pour une part substantielle de l'emploi de l'agglomération (au moins 15 % de la population active y travaille).

## Composition
Celle-ci s'étend ainsi au territoire de six des dix provinces de Belgique. En Brabant flamand, il s'agit de 14 communes, à savoir Affligem, Biévène, Boortmeerbeek, Gammerages, Haecht, Hérinnes, Hougaerde, Liedekerke, Linte, Londerzeel, Opwijk, Roosdael, Tirlemont et Tremelo. La plupart des communes de la région de Louvain peuvent également être comptées comme faisant partie de la zone de grande-banlieue bruxelloise. De plus, le sud-est de la Flandre orientale fait la navette plutôt vers Bruxelles que vers Gand, en particulier Alost, Brakel, Buggenhout, Denderleeuw, Erpe-Mere, Grammont, Haaltert, Herzele, Lebbeke, Lede, Lierde, Ninove, Hautem-Saint-Liévin, Wichelen et Zottegem.
En Wallonie, la zone de banlieue de Bruxelles couvre la bordure nord-est de Hainaut (Ath, Brugelette, Chièvres, Écaussinnes, Braine-le-Comte, Lessines, Seneffe, Flobecq et Soignies), et le coins nord-ouest des provinces de Liège (Hannut , Lincent et Wasseiges) et de Namur (Gembloux et Sombreffe). Le Brabant wallon compte également 14 communes qui, bien que n'étant pas dans la banlieue, ont d'importants flux de navetteurs vers la capitale. Il s'agit alors de Chastre, Court-Saint-Étienne, Jodoigne, Genappe, Hélécine, Incourt, Mont-Saint-Guibert, Nivelles, Orp-Jauche, Perwez, Ramillies, Rebecq, Villers-la-Ville et Walhain.